# Sede titolare di Bodona
Bodona (in latino: Dioecesis Bodonensis) è una sede titolare soppressa della Chiesa cattolica.

## Storia
Secondo quanto riporta Catholic Encyclopedia, nelle fonti antiche non esiste né la città di Bodona né una sede episcopale Bodonensis. Bodona o Bodone è in realtà una forma dialettale per indicare Dodona nell'Epiro.
Quando, tra IX e X secolo, Naupacto sostituì Nicopoli quale nuova sede metropolitana della regione, Dodona ne divenne diocesi suffraganea. Nelle liste episcopali successive non appare più la sede di Dodona, ma quella di Mounditza, che diventa poi Bounditza o Bonditza, forma verbale derivata da Bodone. Da Bonditza è derivato infine l'odierno nome greco di Bonitsa.
La Curia romana, a partire dalle Provinciali del XIV secolo, ha utilizzato il nome di Bodona (in latino Bodonensis) per indicare una sede titolare. Propaganda Fide, con un decreto del 1894, ha deciso di abolirla con la vacanza della sede, avvenuta alla morte del suo ultimo vescovo titolare, Jean-Marie-Raoul Le Bas de Courmont († 1925).
Già dai primi anni del Novecento però era stata istituita la sede titolare di Dodona. Nel 1933 la Santa Sede ha istituito anche la sede titolare di Bonizza.

## Cronotassi dei vescovi titolari
- Oliverio † (? deceduto)
- Antonio de Manso, O.F.M. † (4 agosto 1390 - ?)
- Giovanni Biagio, O.S.B. † (21 maggio 1423 - 1430 deceduto)
- Michele Martini, O.S.B. † (2 dicembre 1431 - ?)
- Arnaldo Nicola, O.P. † (27 febbraio 1433 - ? deceduto)
- Arnaldo di Carcassona, O.E.S.A. † (22 aprile 1439 - ?)
- Vito, O.Carm. † (15 marzo 1448 - ?)
- Paolo † (? deceduto)
- Andrea † (12 luglio 1465 - ?)
- Biagio, O.P. † (25 agosto 1471 - ?)
- Giorgio † (19 gennaio 1498 - ?)
- Nicola di Lasco † (15 novembre 1504 - ?)
- Alberto di Bichar † (10 gennaio 1525 - ?)
- Pedro de Foios (Foyos), O.S.A. † (19 settembre 1695 - prima del 24 luglio 1708 deceduto)
- Policarpo Philippovich, O.S.B.M. † (21 luglio 1710 - ?)
- Miguel Calderón, O.P. † (9 settembre 1831 - 14 febbraio 1883 deceduto)
- Jean-Marie-Raoul Le Bas de Courmont, C.S.Sp. † (23 novembre 1883 - 20 febbraio 1925 deceduto)